# رینیت آتروفیک
رینیت آتروفیک نوعی التهاب مزمن بینی است که با آتروفی مخاط بینی، شامل غدد، استخوان‌ها و اعصاب بینی مشخص می‌شود. رینیت آتروفیک ممکن است اولیه یا ثانویه باشد. رینیت سیکا (Sicca) و رینیت اوزانا (Ozaena) فرم‌های خاصی از رینیت آتروفیک  هستند.

## رینیت آتروفیک
این بیماری از زمان مصر باستان، در حدود ۴۰۰۰ سال قبل شناخته شده بود و برای درمان آن از شراب و شیر انسان استفاده می‌شد.

### علت شناسی
- فاکتورهای ارثی: بیماری به صورت خانوادگی دیده می‌شود.
- عدم تعادل غده درون‌ریز: این بیماری عمدتاً در اوایل بلوغ دیده می‌شود و در خانم‌ها شایع تر است.
- عوامل نژادی: در سفیدپوستان شایع تر است.
- کمبودهای تغذیه‌ای: کمبود آهن, ویتامین A  یا ویتامین D.
- عفونتها: کلبسیلا اوزانه (Klebsiella ozaenae) , دیفتروئیدها، پروتئوس وولگاریس

, اشریشیا کولی و غیره
- خوایمنی: عفونت‌های ویروسی و برخی محرک‌های ناشناخته می‌توانند باعث ایجاد حالت آنتی ژنی (آنتی ژنیسیته) در مخاط بینی می‌شوند.

### پاتولوژی
اپی تلیوم استوانه‌ای مژکدار مخاط بینی به وسیله اپی تلیوم سنگفرشی مطبق جایگزین می‌شود. آتروفی مخاط, استخوان‌ها و غدد سروزی-موسینی باعث اندآرتریت انسدادی (obliterative endarteritis)  و در نتیجه کاهش جریان خون می‌شود.

### تظاهرات بالینی
حفره‌های بینی گشاد شده و پر از پوسته‌های خشک بدبویی می‌شوند که به رنگ‌های سیاه یا سبز پررنگ هستند. این مسئله تنفس را دشوار میسازد.  بعد از برداشتن پوسته‌ها، فرد ممکن است دچار خون دماغ (اپیستاکسی) شود. درماتیت وستیبول بینی و سوراخ شدن سپتوم بینی نیز ممکن است رخ دهد. فرد ممکن است دچار بینی زینی شکل (Saddle nose)شود. رینیت آتروفیک با تغییرات آتروفیک مشابهی در حلق و حنجره همراه هست. بعد از رفع علائم بیماری ممکن است تغییرات بویایی و چشایی به صورت برگشت‌ناپذیر بافی بمانند.

## رینیت آتروفیک ثانویه
برخی عفونت‌ها، مانند سیفیلیس, لوپوس, جذام و رینواسکلروما می‌توانند باعث تخریب ساختارهای بینی و در نهایت تغییرات آتروفیک شوند. رینیت آتروفیک می‌تواند ناشی از سینوزیت چرکی درازمدت و همچنین پرتودرمانی بینی باشد.

## رینیت آتروفیک یک طرفه
انحراف شدید سپتوم بینی می‌تواند با رینیت آتروفیک در سمت گشادتر بینی همراه باشد.

## گزینه‌های درمانی
درمان رینیت آتروفیک می‌تواند شامل روش‌های طبی یا جراحی باشد.

### روش‌های طبی
- شستشوی بینی با نرمال سالین
- شستشوی بینی و برداشتن پوسته‌ها با محلول‌های قلیایی
- برای جلوگیری از رشد میکروب‌های پروتئولیتیکی که بوی بد ایجاد می‌کنند می‌توان از گلوکز ۲۵٪ در گلیسرین استفاده کرد.
- آنتی‌بیوتیک‌های موضعی، مانند کلرامفنیکل
- استرادیول و ویتامین D2
- افشانه استرادیول
- استرپتومایسین سیستمیک
- یدید پتاسیم خوراکی
- تزریق عصاره جفت در زیرمخاط

### روش‌های جراحی
- روش یانگ
- روش اصلاح شده یانگ

باریک کردن حفره‌های بینی، تزریق چسب تفلون در زیرمخاط، بریدن و جابجاکردن دیواره جانبی بینی
- جابجایی مجرای پاروتید به سینوس ماگزیلاری یا مخاط بینی